# 江水淨
江水淨（英文名：Chiang,Shui-Ching，2000年9月29日－），台灣女撞球選手，綽號「江江」，目前就讀台北市立大學。因Youtube一段破百萬觀看的「跳球影片」，被網友封為撞球美少女。2022年在網路節目《木曜4超玩》一日系列展現超強球技與甜美笑容狂圈粉，成為「最美學姊」。2020年獲得安麗全國女子撞球錦標賽第153站冠軍；2019年獲得全國大專院校女子公開組九號球單打金牌。

## 與撞球的相遇
小時候跟母親去有撞球設施的餐廳吃飯，是江水淨與撞球的第一次接觸，即使當時身高還不夠，只能用跳桿打球，卻也玩出了興趣。後來又受娛樂節目《爆桿賓果王》影響，更加深了江水淨對撞球的喜愛。
母親看出江水淨喜歡撞球後，也常常帶她一起去打球，在她國小升上國中時，還帶她加入了民權國中的撞球隊。畢業後，在國中老師的引薦下，又加入復興高中撞球隊。
原本不覺得自己特別厲害，也從未想過要成為撞球選手的江水淨，在高二下學期，打進國手選拔第二階段，意外發現自己的天份。
19歲時打進世界盃48強，因而選上國手；20歲時考取B級教練資格。

## 比賽成績
| 年份   | 賽事名稱                                       | 比賽國家 | 名次   |
| ------ | ---------------------------------------------- | -------- | ------ |
| 2017年 | 亞洲盃撞球錦標賽青少女雙打                     | 台灣     | 季軍   |
| 2018年 | 亞洲盃撞球錦標賽青少女雙打                     | 台灣     | 亞軍   |
| 2019年 | JC撞球館開幕賽                                 | 台灣     | 冠軍   |
| 2019年 | 全國大專院校撞球聯賽女子公開組九號球單打       | 台灣     | 金牌   |
| 2019年 | 台塑盃全國撞球錦標賽第26站                     | 台灣     | 亞軍   |
| 2019年 | 海南三亞女子世界撞球錦標賽                     | 大陸     | 48強   |
| 2020年 | 安麗全國女子撞球錦標賽第151站                  | 台灣     | 亞軍   |
| 2020年 | 安麗全國女子撞球排名賽152站                    | 台灣     | 第九名 |
| 2020年 | freeway 撞球館閉幕賽                           | 台灣     | 冠軍   |
| 2020年 | 安麗全國女子撞球錦標賽第153站                  | 台灣     | 冠軍   |
| 2020年 | 安麗全國女子撞球排名賽154站                    | 台灣     | 第五名 |
| 2022年 | 全國9號球撞球錦標賽                            | 台灣     | 季軍   |
| 2022年 | 全國大專院校撞球錦標賽男女混合公開組九號球雙打 | 台灣     | 金牌   |
| 2022年 | 日本第35屆撞球公開賽                           | 日本     | 第九名 |
| 2022年 | 全國大專院校撞球錦標賽女子公開組八號球單打     | 台灣     | 金牌   |
| 2023年 | Alfa Las Vegas Women's Open                    | 美國     | 第九名 |

## 外部連結
- 江水淨的Facebook粉絲專頁
- 江水淨的Instagram帳號 （页面存档备份，存于）
- 江水淨的YouTube頻道 （页面存档备份，存于）

1. ↑  ,   [2022-10-08], （原始内容存档于2022-10-14） （中文（中国大陆））YouTube頻道 《小莊哥》
2. ↑  ,   [2022-12-02], （原始内容存档于2023-04-04） （中文（中国大陆））
3. ↑  民間全民電視公司. . 民視新聞網. 2022-11-27  [2022-12-02]. （原始内容存档于2022-12-02） （中文（繁體））.
4. ↑  . irsm.utaipei.edu.tw.   [2022-10-08]. （原始内容存档于2022-10-08）.
5. ↑  . 自由時報電子報. 2020-08-12  [2022-10-08]. （原始内容存档于2022-10-10）.